# شاختار أكادميا
شاختار أكادميا هو نادي كرة يد في أوكرانيا. يقع مقره في دونيتسك. تأسس في سنة 1983. يلعب في الدوري الأوكراني لكرة اليد. حقق بطولة الدوري ثلاث مرات.

## الإنجازات
- الدوري الأوكراني لكرة اليد :
  - البطولة (3): 1996، 1997، 2002
  - الوصافة: (1): 2004